# Заболотье (Шептицкий район)
Заболотье (укр. Заболоття) — село в Белзской городской общине Шептицкого района Львовской области Украины.
Население по переписи 2001 года составляло 823 человека. Занимает площадь 1,715 км². Почтовый индекс — 80046. Телефонный код — 3257.